# 毛利高誠
毛利 高誠（もうり たかのぶ）は、江戸時代後期の大名。通称は岩之助。豊後国佐伯藩の第9代藩主。官位は従五位下・美濃守。

## 略歴
8代藩主・毛利高標の長男として誕生。初名は高聴。
寛政元年（1789年）9月11日、父・高標の嫡子となる。寛政4年（1792年）7月26日、11代将軍徳川家斉にお目見えする。同年12月16日、従五位下美濃守に叙任する。享和元年（1801年）9月、父の死去により家督を継ぐ。父と同じく財政再建を主とした藩政改革に乗り出し、糾府・米金府・勘定府の三府を開設した。しかし、文化8年（1811年）に岡藩で起こった一揆が佐伯藩にも波及して、翌年に大規模な百姓一揆が起こる。家老の戸倉織部の尽力で何とか対処したが、同年5月に一揆が沈静化するのを見届けてから、長男・高翰に家督を譲って隠居した。その後は父と同じく、文教奨励政策に尽力した。
文政12年（1829年）に54歳で死去した。法号は寛洪院。

## 系譜
父母
- 毛利高標（父）
- 田中氏 - 側室（母）

正室、継室
- 喜連川恵氏の娘（正室）
- 京極高文の娘（継室）

子女
- 毛利高翰（長男）生母は正室